# Данута Б'єнковська
Данута Б'єнковська (31 січня 1920 , Вільнюс  — 20 серпня 1992 , Варшава ) — польська письменниця, авторка творів для молоді, есеїстка, перекладачка з румунської літератури.
Закінчила навчання на факультеті медицини університету в Бухаресті зі ступенем доктора. В 1946–1953 мешкала у Вроцлаві. Дебютувала в 1946 твором «Криштоф». З 1954 мешкала у Варшаві. В 1978 отримала нагороду Прем'єр-міністра за творчість для молоді.

## Твори
- Szlakiem orlich gniazd (1955)
- Lekarz starej Warszawy (1964; o Tytusie Chałubińskim)
- Żywot szczęśliwy Sebastiana Klonowica (1965)
- Rada nie od parady (1965)
- Kawaler różanego krzyża(1966)
- Wielka gra (1966)
- Skowronek (1967)
- Potajemna wyprawa (1968)
- Obrona wybrzeża 1629–1629 (1968)
- Piękna nieznajoma (1971)
- Siostra z wyboru (1971)
- Chłopiec z gitarą (1971)
- Najdłuższa noc (1972)
- Ślubne kobierce (1974)
- Chwila prawdy (1975; Harcerska Nagroda Literacka 1975)
- Trwaj chwilo! (1976)
- Daniel w paszczy lwa (1978)
- Czy to jest kochanie? (1979)
- Upragniony telefon (1980)
- Wesprzyj mnie (1980)
- Daniel na Saharze (1984, w 1986 wpisany na Listę Honorową IBBY)
- Lotem bliżej (1989)